# Петтити, Мирей
Мирей Петтити (фр. Mireille Pettiti, урождённая Мартини; 17 июля 1969, Монако) — монакский дипломат. Посол Монако в Российской Федерации с 22 мая 2015 года.

## Биография
Родилась 17 июля 1969 года в Монако и является гражданкой страны. Окончила Университет Ниццы — Софии Антиполис, получив диплом в сфере экономического и делового права.
Карьера:
- 1995—2006: Департамент финансов и экономики Государственного министерства княжества Монако:
  - Администратор с 1995 по 1999
  - Главный администратор с 1999 по 2000
  - Секретарь с 2000 по 2002
  - Чиновник по особым поручениям с 2002 по 2004
  - Технический советник с 2004 по 2006
- 2006—2008 — Начальник управления по правовым вопросам Государственного министерства княжества Монако
- 2008—2015 — Генеральный директор Департамента внешних связей Государственного министерства княжества Монако

22 мая 2015 года князь Монако Альбер II назначил Петтити послом Монако в России. Она стала вторым представителем княжества в России, сменив Клода Жиордана. 28 мая в Большом Кремлёвском дворце состоялась церемония вручения верительных грамот президенту РФ Владимиру Путину.
С 2004 года — участник общества по управлению авторскими правами (SOGEDA) Монако.

## Личная жизнь
Замужем, двое детей. Владеет французским, английским и итальянским языком.

## Награды
- Кавалер ордена Святого Карла
- Нагрудный знак МИД России «За вклад в международное сотрудничество»